# Saint-Sauveur (Haute-Saône)
Saint-Sauveur is een gemeente in het Franse departement Haute-Saône (regio Bourgogne-Franche-Comté). De plaats maakt deel uit van het arrondissement Lure. Saint-Sauveur telde op 1 januari 2022 1.929 inwoners.

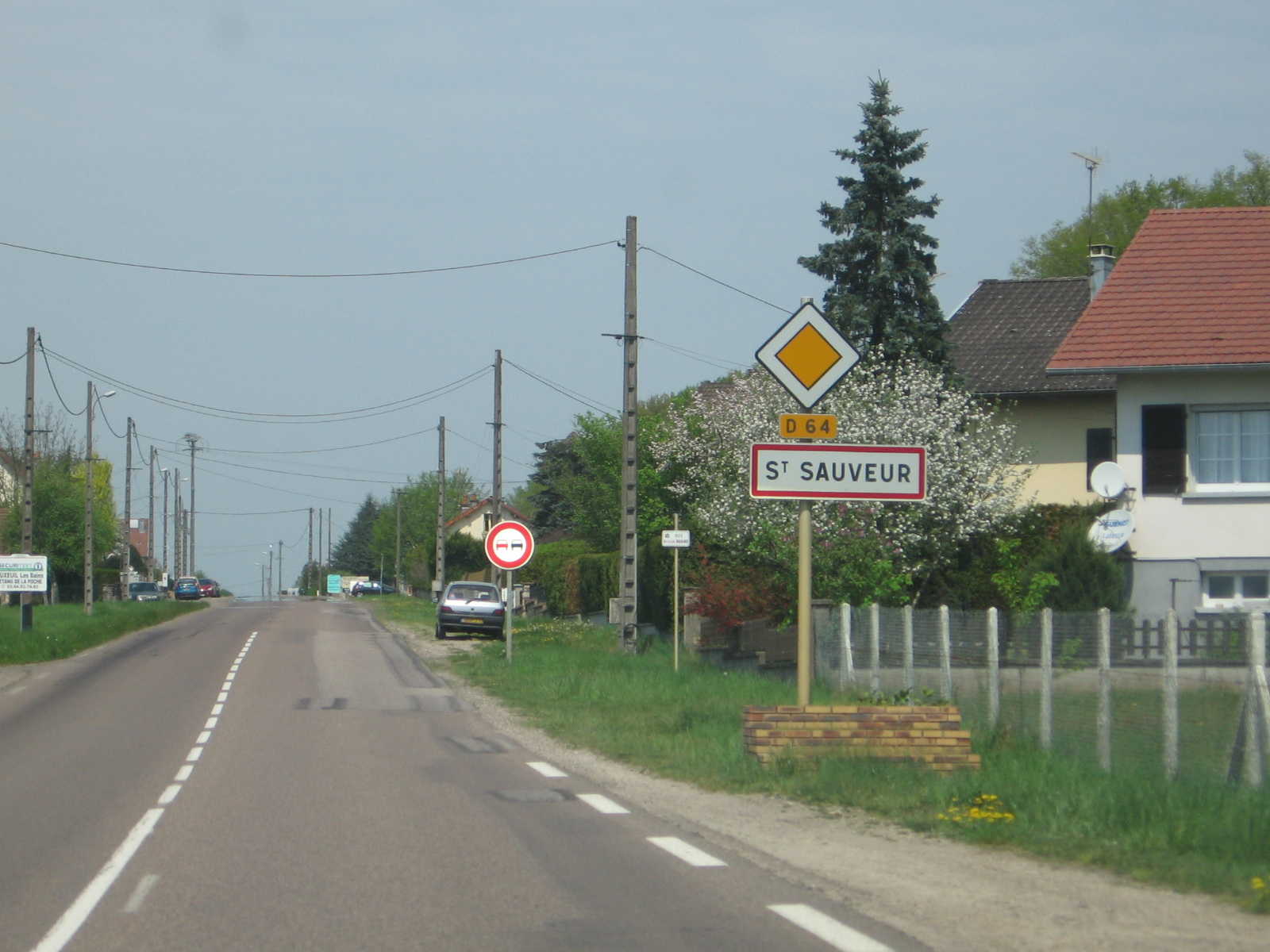
Entree

## Geografie
De oppervlakte van Saint-Sauveur bedroeg op 1 januari 2022 12,02 vierkante kilometer; de bevolkingsdichtheid was toen 160,5 inwoners per km².

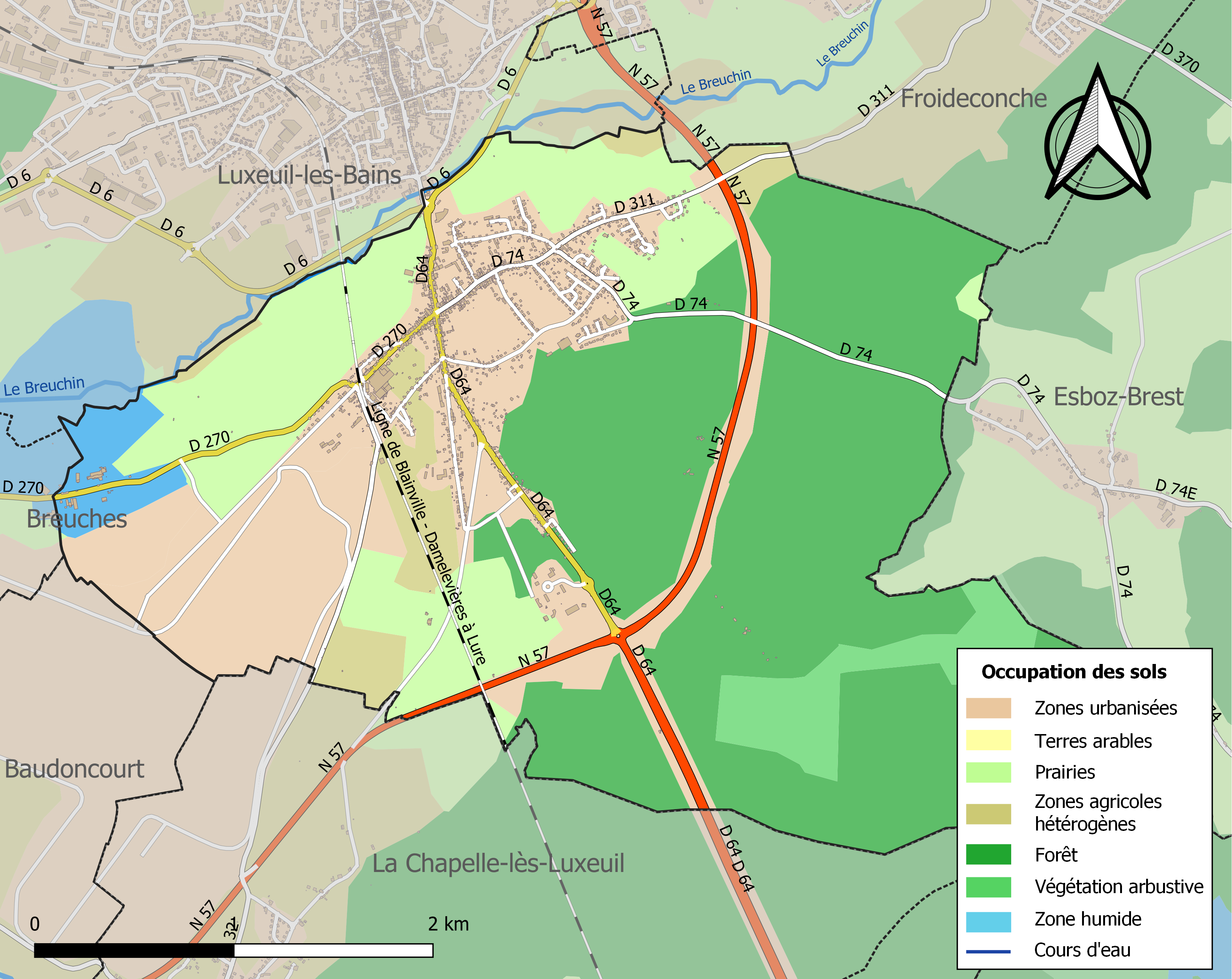
Kaart van de gemeente met de belangrijkste infrastructuur, bodemgebruik en omliggende gemeenten

## Demografie
Onderstaande figuur toont het verloop van het inwonertal (bron: INSEE-tellingen).